# 譚永興

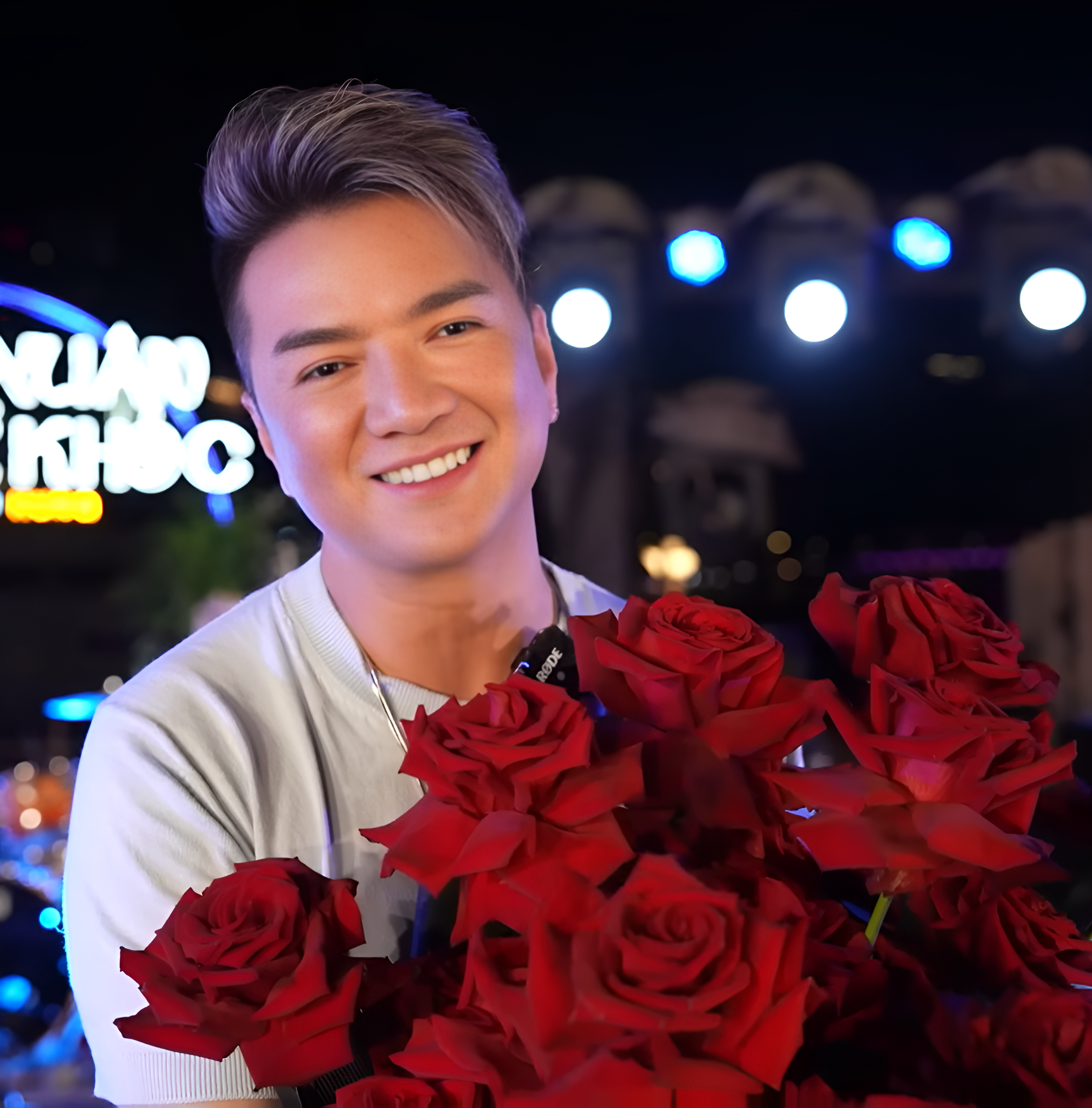

譚永興（1971年10月2日—）本名黃明興，越南著名男歌手。1971年出生於廣南省峴港市，起初是一名理髮師。自1996年開始從事演藝事業，所發行的前兩張專輯使得譚永興一躍居於越南領軍歌手的位置。其代表作有《黎明將帶妳走》。
譚永興在2012年播出的真人秀節目越南好聲音第一季中擔任導師及評委。

## 外部連結
- YouTube上的黎明將帶妳走